# 金正任
金 正任（キム・ジョンイム、朝鮮語: 김정임、1935年 - ）は、朝鮮民主主義人民共和国の女性政治家。朝鮮労働党中央委員会委員、党中央委員会歴史研究所所長、党中央委員会部長などを歴任。

## 経歴
1935年に生まれた。出生地は分かっていない。1985年に朝鮮労働党中央委員会歴史研究所副所長に就任した。2009年3月に最高人民会議第12期代議員に選出され、同年12月に金己男の後任として党歴史研究所所長に就任した。2010年9月28日に開催された第3回党代表者会で朝鮮労働党中央委員会委員に選出された。2016年5月6日に開催された朝鮮労働党第7次大会で党中央委員会委員・党歴史研究所所長に選出されが、2017年5月に党歴史研究所所長を解任された。
2021年1月5日から開催された朝鮮労働党第8次大会で党中央委員会委員から脱落した。

## 参考サイト
- 북한정보포털

| 先代 | 朝鮮労働党中央委員会歴史研究所長2009年 - 2017年 | 次代梁元浩 |